# Ambra Borelli
Ambra Borelli (Modena, 26 giugno 1945) è una cantante e bassista italiana. Nel corso della sua carriera ha anche utilizzato lo pseudonimo La Ragazza 77.

## Biografia
Figlia del funambolo ed equilibrista Italo Borelli, soprannominato Il Re dell'Aria, è la minore di quattro fratelli e una sorella; un suo zio, fratello della madre, è pianista in un'orchestra, mentre un'altra zia suora è un'organista, e le insegnano i primi rudimenti di musica, insieme al maestro Neri di Bologna che le dà lezioni di canto. Nel 1962 due suoi fratelli, Urano e Gianni (soprannominato Johnny) formano un gruppo, Johnny & i Marines, e chiamano come cantante e bassista la sorella Ambra; il complesso inizia ad esibirsi nei locali della loro regione.
L'anno successivo Ambra partecipa al Festival di Castrocaro 1963 come riserva dei cantanti in gara, facendosi notare durante le prove da Aurelio Fierro, che le propone un contratto discografico con la sua etichetta, la King, e la fa debuttare l'anno successivo con il primo 45 giri, In questo momento/Non ho bisogno di te. Nello stesso anno partecipa al Festival delle rose 1964 con So che sei bugiardo, mentre nel 1965 è la cantante fissa, insieme a Paola Neri dello spettacolo televisivo Mare contro mare, condotto da Silvana Pampanini ed Aroldo Tieri, in cui in ogni puntata canta canzoni del repertorio di altri artisti; partecipa poi alla trasmissione legata alla Lotteria Italia La prova del nove, presentata da Corrado, con La rumba delle noccioline, da sola nella puntata del 27 ottobre 1965 ed in duetto con Nilla Pizzi nella puntata del 15 dicembre 1965.
Alla fine del 1966 passa alla Dischi Ricordi, che decide di farle adottare un nome d'arte, La Ragazza 77, le fa cambiare genere (passando al beat) e le fa incidere l'anno successivo Il beat cos'è, cover di The Beat Goes On di Sonny & Cher; sul retro vi è La strada è lunga, cover di Go Where You Wanna Go, successo dei Mamas & Papas.
Nel 1968 incide un brano scritto per lei da Mogol e Lucio Battisti, Il paradiso della vita, che passa inosservato: tuttavia il gruppo britannico Amen Corner ne realizza una cover in inglese intitolata If Paradise Is Half as Nice, che ha un ottimo riscontro di pubblico in Europa, e quindi in Italia la RCA rilancia la canzone affidandola a Patty Pravo, con un nuovo arrangiamento curato da Piero Pintucci. La canzone sul retro del 45 giri, Un giorno, mille anni, diventa la sigla del programma televisivo Almanacco.
In quel periodo l'artista forma il gruppo la Ragazza 77 & le Gatte, con cui si esibisce dal vivo.
Partecipa al Cantagiro 1969 con Mela acerba, pubblicato nuovamente con il suo vero nome, prodotto da Lucio Battisti che prende parte all'incisione cantando nel finale. Nello stesso anno la Borelli partecipa ad una compilation della Ricordi contenente brani del Festival di Sanremo 1969, cantando le canzoni Il gioco dell'amore e Se tu ragazzo mio (in originale cantate rispettivamente da Caterina Caselli e Johnny Dorelli e da Gabriella Ferri e Stevie Wonder.
Scaduto il contratto discografico con la Ricordi, forma con i fratelli il gruppo Ursa Maior, con cui incide un 45 giri nel 1971 e con cui continua l'attività dal vivo, prima di ritirarsi a vita privata e dedicarsi all'organizzazione di spettacoli.

## Discografia parziale

### 45 giri
- 1964: In questo momento/Non ho bisogno di te (King, AFK 56028; come Ambra Borelli)
- 1964: La ragazza di un'estate/Applausi (King, AFK 56039; come Ambra Borelli)
- 1967: Il beat cos'è?/La strada è lunga (Dischi Ricordi, SRL 10.461; come La Ragazza 77)
- 1968: Il paradiso della vita/Un giorno, mille anni (Dischi Ricordi, SRL 10.496; come La Ragazza 77)
- Giugno 1969: Mela acerba/La mosca bianca (Dischi Ricordi, SRL 10.496; come Ambra Borelli)
- 1971: Il booghilzer/Balliamo il booghilzer (Spazio Records; come Ursa Maior)